# تومپالادونی
تومپالادونی (به مجاری:  Tompaládony) یک شهرداری در مجارستان است که در واش واقع شده‌است. تومپالادونی ۹٫۴۴ کیلومتر مربع مساحت و ۳۱۶ نفر جمعیت دارد.